# Saison 2 de Ma baby-sitter est un vampire
 (août 2016).
Si vous disposez d'ouvrages ou d'articles de référence ou si vous connaissez des sites web de qualité traitant du thème abordé ici, merci de compléter l'article en donnant les références utiles à sa vérifiabilité et en les liant à la section « Notes et références ».

La série Ma baby-sitter est un vampire a été renouvelée pour une deuxième saison diffusée dès le 5 janvier 2012 sur Télétoon. Le tournage de cette deuxième saison a débuté le 21 septembre 2011 et s'est terminé le 15 novembre 2011. La saison 2 comporte treize épisodes.

## Épisodes

### Épisode 01:Le retour des mordus
- N° de production : 201
- Titre original : Welcome Back Dusker
- Résumé : Sarah revient après avoir été absente tout l'été. Sa transformation en vampire lui a causé des problèmes de colère ; de plus une étrange fumée verte sème la pagaille chez le vampire.
- Dates de diffusion :
  -  États-Unis : 29 juin 2012

### Épisode 02:Bienvenue chez les Maztèques
- N° de production : 202
- Titre original : Say You'll Be Maztak
- Résumé : Mme Loutchia, une remplaçante quelque peu bizarre demande de faire construire un autel sacré. Les garçons sont envoûtés. Sarah et Érica vont-elle pouvoir les résonner?
- Dates de diffusion :
  -  États-Unis : 6 juillet 2012

### Épisode 03:La vampire mobile
- N° de production : 203
- Titre original : Fanged and Furious
- Résumé : Ethan décide d'acheter une voiture pour impressionner Sarah mais il ne sait pas que la voiture est possédée par un vampire.
- Dates de diffusion :
  -  États-Unis : 20 juillet 2012

### Épisode 04:La fièvre des donuts
- N° de production : 204
- Titre original : Village of the Darned
- Résumé : La chef des Scouts est un démon qui veut emmener les enfants en enfer et les faire disparaître. Les adultes arriveront-ils à l'en empêcher ?
- Dates de diffusion :
  -  États-Unis : 24 août 2012

### Épisode 05:Évacuation difficile
- N° de production : 205
- Titre original : Flushed
- Résumé : À cause d'un malencontreux accident avec Benny et Rory, le trio part à la capture d'un alligator mutant...
- Dates de diffusion :
  -  États-Unis : 26 juillet 2012

### Épisode 06:Brutenstein
- N° de production : 206
- Titre original : Jockenstein
- Résumé : Ethan et Benny s'inscrivent à une compétition de hockey pour être populaires mais un joueur appelé la brute paraît avoir des dons surnaturels.
- Dates de diffusion :
  -  États-Unis : 21 septembre 2012

### Épisode 07:Miroir miroir
- N° de production : 207
- Titre original : Mirror/rorriM
- Résumé : Pendant la représentation de théâtre, un miroir se retrouve possédé par un esprit qui veut venger son accident survenu vingt-cinq ans plus tôt. Ethan, Sarah, Benny et Rory vont devoir l'en empêcher...
- Dates de diffusion :
  -  États-Unis : 10 août 2012

### Épisode 08:Le chant de la sirène
- N° de production : 208
- Titre original : Siren Song
- Résumé : Un concours de talents est organisé par le lycée, mais tout ne va pas se passer comme prévu… Une sirène va s'inscrire à cette compétition pour prouver qu’elle est meilleure que les muses qui l'avaient battue la première fois. Ils vont devoir l'en empêcher avant qu'il n'y ait des blessés.
- Dates de diffusion :
  -  États-Unis : 16 septembre 2012

### Épisode 09:Une visite au musée
- N° de production : 209
- Titre original : Hottie Ho-Tep
- Résumé : Benny libère accidentellement une momie, qui drague Sarah, ce qu'Ethan ne supporte pas. Mais Sarah ignore que la momie veut l'envoyer vers l’au-delà.
- Dates de diffusion :
  -  États-Unis : 7 septembre 2012

### Épisode 10:Hallowizzare
- N° de production : 210
- Titre original : Halloweird
- Résumé : C'est Halloween et Sarah est déçue de ne pas pouvoir aller à la soirée organisée par le Conseil des Vampires. Elle doit garder Ethan et Jane. Ethan propose à Sarah d'organiser une soirée déguisée avec ses copains geeks, chez lui, dans l'espoir qu'elle s'amuse un peu. Mais tout ne se passe pas comme prévu. Rory a emprunté à monsieur G un vieux masque hérité des indiens d'Amérique du Sud. Ce masque magique s'empare de Rory et lui permet de transformer les humains en ce qu'ils sont déguisés, pour constituer son armée. En ce soir d'Halloween, ses victimes seront nombreuses...
- Dates de diffusion :
  -  États-Unis : 23 septembre 2012

### Épisode 11:Seuls au monde
- N° de production : 211
- Titre original : Independence Daze
- Résumé : Un matin, Ethan, Benny et Sarah sont propulsés chacun de leur côté dans un monde parallèle, où ils se retrouvent seuls, confrontés à leur plus grande peur. Benny doit affronter Cyber-dentiste, le cruel robot arracheur de dents. Sarah se trouve face à une version maléfique et sans pitié d'elle-même. Et Ethan est poursuivi par un mystérieux homme sans visage qui lance des boules de feu. Heureusement, en unissant leurs forces, les trois amis vont réussir à se débarrasser de leurs ennemis. Puis ils contactent Erica et Rory, restés dans la vraie vie, pour les aider à revenir dans le monde normal. Le lendemain, la grand-mère de Benny avouera à Ethan, Benny et Sarah qu'elle leur a joué ce tour dans le but de montrer qu'ils devaient agir ensemble pour être plus forts. Mais l'homme sans visage n'était pas prévu dans le tour de la grand-mère.
- Dates de diffusion :
  -  États-Unis : 14 septembre 2012

### Épisode 12:Le premier et dernier rencard (partie 1)
- N° de production : 212
- Titre original : The Date to End All Dates (Part 1)
- Résumé : Benny a donné un an à Ethan pour obtenir un rendez-vous avec Sarah. Un an s'est écoulé et aujourd'hui, Benny pourrait bien gagner son pari. Ethan fait sa demande malgré un contretemps : le conseil lui demande d'utiliser ses talents de Liseur. Dans sa vision, il découvre un étrange homme en cape qui veut obtenir des informations sur le Lucifractor. Benny et Rory se mettent en quête du mystérieux objet, et vont avoir du mal à échapper à son gardien. Dans une vision, et en plein rendez-vous, Ethan croise Jesse, l'ex-petit ami de Sarah, qui le met en garde au sujet du Lucifractor...
- Dates de diffusion :
  -  États-Unis : 28 septembre 2012

### Épisode 13:Le premier et dernier rencard (partie 2)
- N° de production : 213
- Titre original : The Date to End All Dates (Part 2)
- Résumé : Anastasia apprend que le Lucifractor a été confisqué par le proviseur-adjoint, et oblige Ethan de le retrouver sous 24 h. Il pense que la tâche sera facile, mais il ignore encore la véritable personnalité de Stern. Pour le neutraliser, ce dernier lui jette un sort. Tous les vampires commencent à fuir Whitechapel, de peur d'être absorbés par le Lucifractor. Ethan voit des morts-vivants partout, et Benny fait appel à sa grand-mère pour rompre le sort. Jesse vient lui aussi à la rescousse, pour contrer les plans du descendant de Galen Sinestro, alias le proviseur-adjoint Stern. Mais ce dernier détient toujours le Lucifractor, et compte bien venger ses ancêtres...
- Dates de diffusion :
  -  États-Unis : 5 octobre 2012